# Egzekucja Saddama Husajna

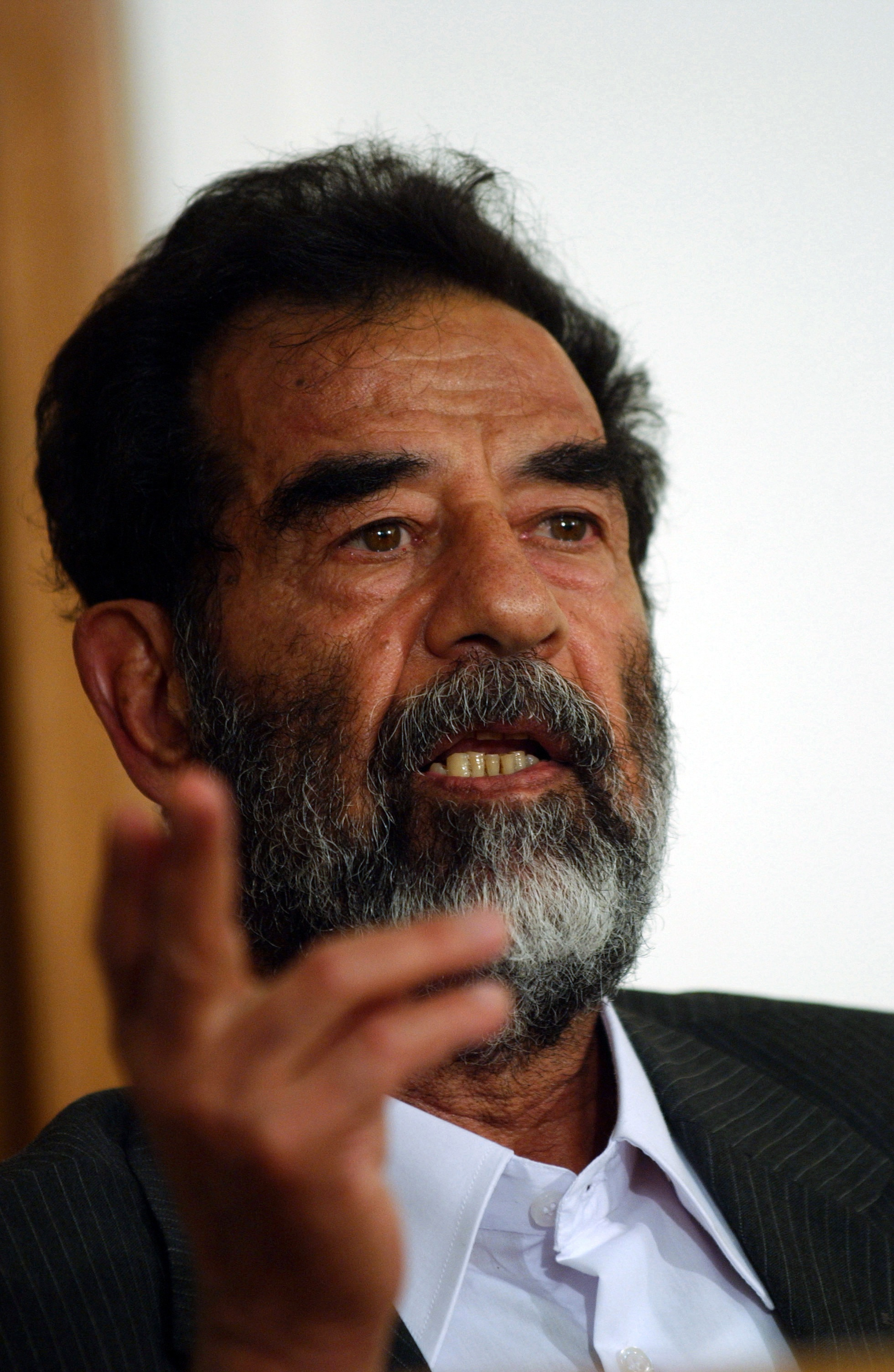
Saddam Husajn podczas procesu w lipcu 2004 roku

Egzekucja Saddama Husajna – wykonanie wyroku śmierci na skazanym za zbrodnie przeciwko ludzkości byłym prezydencie Iraku Saddamie Husajnie.
Saddam Husajn został skazany na śmierć przez powieszenie w wyniku procesu sądowego, w którym był oskarżony o doprowadzenie do masakry 148 szyitów w wiosce Ad-Dudżajl w 1982 roku. Przeciwko Saddamowi Husajnowi toczył się także drugi proces, w którym był oskarżony o ludobójstwo dokonane w 1988 roku na około 180 tys. Kurdach (operacja Al-Anfal); proces był kontynuowany już bez udziału oskarżonego ze względu na wyrok śmierci na pierwszym procesie.
Saddam Husajn został stracony 30 grudnia 2006 roku o godzinie 6.07 czasu lokalnego (4.07 czasu polskiego), w czasie gdy Irakijczycy rozpoczynali obchody muzułmańskiego święta Id al-Adha. Egzekucja została dokonana w irackiej bazie wojskowej Camp Justice w północnej dzielnicy Bagdadu Al-Kazimijja, gdzie za rządów Saddama Husajna znajdowała się siedziba wywiadu wojskowego. Wbrew rzekomym informacjom o publicznej egzekucji, wyrok został wykonany w odosobnieniu i w różnym czasie w stosunku do pozostałych współoskarżonych – Barzana Ibrahima at-Tikritiego i Awada Hamada al-Bandara, którzy zostali powieszeni po święcie Id al-Adha.
Saddam został pochowany na rodzinnym cmentarzu, w miejscowości, w której się urodził – Al-Audży. Libia jako jedyny kraj na świecie ogłosił trzydniową żałobę narodową w związku z egzekucją Saddama Husajna.

## Kontrowersje wokół wyroku i egzekucji
Organizacje broniące praw człowieka, Watykan i Unia Europejska przypomniały, iż sprzeciwiają się stosowaniu kary śmierci w każdych okolicznościach, nawet jeżeli nie ulega wątpliwości, iż osoba dopuściła się ciężkich zbrodni.
Cały przebieg egzekucji został nagrany za pomocą telefonu komórkowego i opublikowany w Internecie. Egzekucję filmowano i fotografowano również oficjalnie, fragment nagrania (bez najbardziej drastycznej sceny) został wyemitowany w stacjach telewizyjnych całego świata. Dzięki temu ujawniony został fakt, że tuż przed śmiercią doszło do utarczek słownych między Husajnem a katem i świadkami. Niektórzy z nich wykrzykiwali hasła typu: „Idź do piekła!”, „Niech Bóg cię przeklnie!”. Skandowano również „Muktada! Muktada” (Muktada as-Sadr – czołowy przywódca szyicki).